# Fushimi-no-miya
La maison Fushimi-no-miya (伏見宮) est la plus ancienne des quatre Shinnōke (branches) de la famille impériale du Japon. Ses membres étaient éligibles à la succession du trône du chrysanthème si la lignée impériale n'avait plus d'héritiers. 
La maison Fushimi-no-miya est fondée par le prince Yoshihito, fils de l'empereur de la Cour du Nord Sukō. Comme il s'agissait d'un représentant du nord, les trois premiers princes ne sont parfois pas reconnus comme des princes Fushimi-no-miya légitimes. 
La maison donne elle-même naissance à neuf autres branches, les Ōke (branches), toutes créées par des fils Fushimi-no-miya sauf une.
Sauf indication contraire, chaque prince est le fils du prédécesseur.
|    | Nom                                                | Année de naissance | Année de succession | Résigné | Mort | Notes                                             |
| -- | -------------------------------------------------- | ------------------ | ------------------- | ------- | ---- | ------------------------------------------------- |
| 1  | Fushimi-no-miya Yoshihito shinnō (伏見宮 栄仁親王) | 1351               | 1409                | .       | 1416 | Fils de l'empereur Sukō                           |
| 2  | Fushimi-no-miya Haruhito-ō (伏見宮 治仁王)         | 1370               | 1416                | .       | 1417 |                                                   |
| 3  | Fushimi-no-miya Sadafusa shinnō (伏見宮 貞成親王)  | 1372               | 1425                | 1447    | 1456 | fils de Yoshihito; père de l'empereur Go-Hanazono |
| 4  | Fushimi-no-miya Sadatsune shinnō (伏見宮 貞常親王) | 1426               | 1456                | .       | 1474 | frère de l'empereur Go-Hanazono                   |
| 5  | Fushimi-no-miya Kunitaka shinnō (伏見宮邦高親王)   | 1456               | 1474                | 1516    | 1532 |                                                   |
| 6  | Fushimi-no-miya Sadaatsu shinnō (伏見宮 貞敦親王)  | 1488               | 1504                | 1545    | 1572 |                                                   |
| 7  | Fushimi-no-miya Kunisuke shinnō (伏見宮 邦輔親王)  | 1513               | 1531                | .       | 1563 |                                                   |
| 8  | Fushimi-no-miya Sadayasu shinnō (伏見宮 貞康親王)  | 1547               | 1563                | .       | 1568 |                                                   |
| 9  | Fushimi-no-miya Kuninobu shinnō (伏見宮 邦房親王)  | 1566               | 1575                | .       | 1622 | fils de Kunisuke                                  |
| 10 | Fushimi-no-miya Sadakiyo shinnō (伏見宮 貞清親王)  | 1596               | 1605                | .       | 1654 |                                                   |
| 11 | Fushimi-no-miya Kuninari shinnō (伏見宮 邦尚親王)  | 1615               | 1626                | .       | 1654 |                                                   |
| 12 | Fushimi-no-miya Kunimichi shinnō (伏見宮 邦道親王) | 1641               | 1649                | .       | 1654 | fils de Sadakiyo                                  |
| 13 | Fushimi-no-miya Sadayuki shinnō (伏見宮 貞致親王)  | 1632               | 1660                | .       | 1694 | fils de Sadakiyo                                  |
| 14 | Fushimi-no-miya Kuninaga shinnō (伏見宮 邦永親王)  | 1676               | 1695                | .       | 1726 |                                                   |
| 15 | Fushimi-no-miya Sadatake shinnō (伏見宮 貞建親王)  | 1701               | 1715                | .       | 1754 |                                                   |
| 16 | Fushimi-no-miya Kunitada shinnō (伏見宮 邦忠親王)  | 1732               | 1743                | 1754    | 1759 |                                                   |
| 17 | Fushimi-no-miya Sadamochi shinnō (伏見宮 貞行親王) | 1760               | 1763                | .       | 1772 | fils de l'empereur Momozono                       |
| 18 | Fushimi-no-miya Kuniyori shinnō (伏見宮 邦頼親王)  | 1733               | 1774                | .       | 1802 | fils de Sadatake (#15)                            |
| 19 | Fushimi-no-miya Sadayoshi shinnō (伏見宮 貞敬親王) | 1776               | 1797                | .       | 1841 |                                                   |
| 20 | Fushimi-no-miya Kuniie shinnō (伏見宮 邦家親王)    | 1802               | 1817                | .       | 1872 | Voir Ōke (branches)                               |
| 21 | Fushimi-no-miya Sadanori shinnō (伏見宮 貞教親王)  | 1836               | 1848                | .       | 1862 |                                                   |
| 22 | Fushimi Sadanaru (伏見宮 貞愛親王)                 | 1858               | 1862                | .       | 1923 |                                                   |
| 23 | Fushimi Hiroyasu (伏見宮 博恭王)                   | 1875               | 1923                | .       | 1946 |                                                   |
| 24 | Fushimi Hiroaki (伏見宮 博明王)                    | 1932               | 1946                | 1947    | .    | Actuel chef; petit-fils de Hiroyasu               |

Les membres des maisons sesshu shinnōke et ōke, ainsi que les kazoku (pairie japonaise), furent désanoblis et réduits au rang de simples citoyens en 1947 durant l'occupation du Japon.

## Source de la traduction
- (en) Cet article est partiellement ou en totalité issu de l’article de Wikipédia en anglais intitulé « Fushimi-no-miya » (voir la liste des auteurs).